# Florit (apellido)

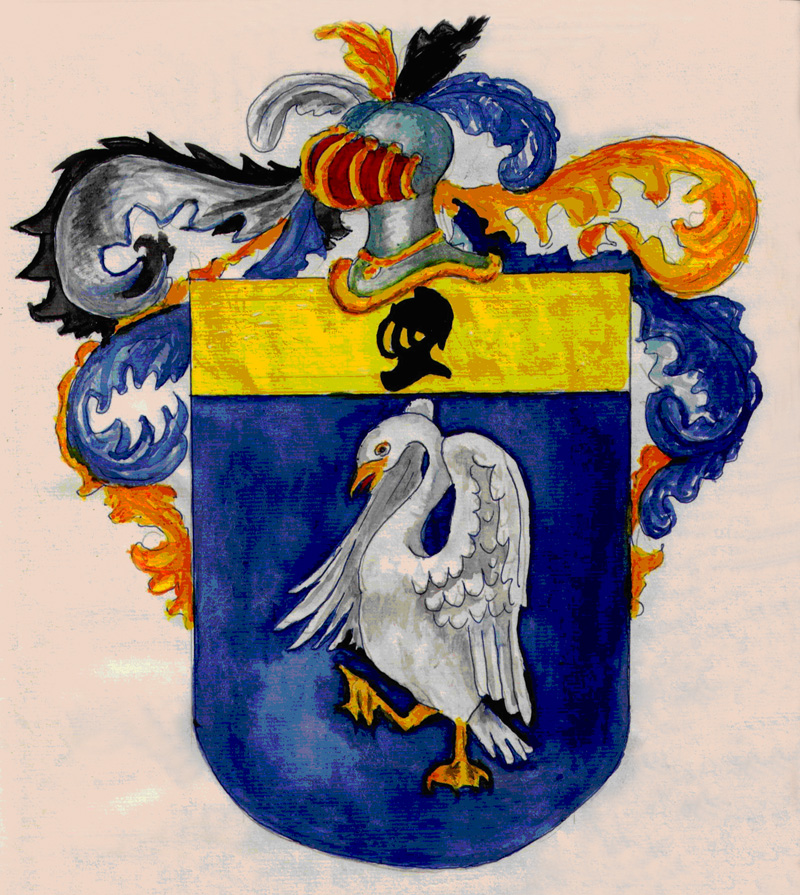
Escudo de armas Florit.

Florit es un apellido originario del Languedoc (Francia). En los primeros años del siglo XV, algunos de sus caballeros pasaron a la Corona de Aragón, estableciéndose preferentemente en Cataluña y Baleares.

## Introducción

### Heráldica
Acerca de la Heráldica debe tenerse muy en cuenta el principio básico de que no hay blasones correspondientes a todo un apellido; sino solamente a la familia y estirpe que el monarca ennoblece, sin que todos los demás del mismo apellido, aunque sean parientes colaterales, puedan usar dichas almas, y mucho menos timbrarla con el yelmo de caballeros. Por lo tanto el escudo que se ha presentado es sólo a título de curiosidad; escribe muy bien un heraldista inglés que "la Heráldica son las flores que bordean las sendas, no siempre amenas, de la Historia". Si se desea usar este emblema, a título particular, otro Florit que no pertenezca a la familia ennoblecida (fuera de Menorca), puede hacerlo, pero suprimiendo los detalles que son exclusivos del estamento de hidalgos, es decir: la forma del escudo heráldico, el yelmo y sus accesorios: cimera de penacho y lambrequines. En cambio, nada prohíbe a todo Florit señalar sus enseres –en vez de sus iniciales– con el cisne de plata en campo de azur, e incluso con el yelmo de sable en el jefe de oro, siempre que se encierren en un sello, círculo, óvalo, tarja cuadrada o rectangular, etc.

#### Blasón
Trae de azur y cisne de plata, linguado de gules, picado y membrado de oro.
Jefe de oro, y yelmo de sable.
Timbre de caballero: yelmo de acero terciado, adornado con rejillas y bordura de oro y forrado de gules.
En su cirnera, penacho de plumas. Pendientes de la parte superior del yelmo y rodeado éste y la mitad alta del escudo, lambrequines que, como las plumas, son de los colores y metales del blasón, es decir: oro y plata, azur y sable.

## El apellido Florit en Menorca
Hallamos Florit en la Isla de Menorca desde los primeros libros que se conservan en el Archivo Diocesano de Menorca y que datan de la segunda mitad del siglo XVI (sabido que en 1558 los piratas turcos destruyeron en Ciudadela todos los archivos, así como habían hecho en Mahón algunos años antes, en 1535) (*).
(*) A causa del saqueo de Mahón por Barbarroja en 1535 y de la destrucción de Ciudadela por los turcos el 10 de julio de 1558, los libros de los bautismos de toda la Isla de Menorca empiezan en el año 1565 (En 1566 en Ciudadela, y en 1570 en Ferrerías), y los del matrimonio 1577; de modo que no se podrá formar ninguna genealogía en Menorca antes de estos años.